# Simran
Simran est un concept utilisé dans le sikhisme. C'est un mot dérivé du punjabi venant lui-même du sanskrit (Smarana) qui résume une pratique de méditation. Le but du sikhisme est d'atteindre l'éveil, la mukti. Simran est un moyen qui cherche à faire la plénitude intérieure, comme d'autres pratiques orientales, ou comme la contemplation chrétienne ou soufi. Pour les Sikhs, simran est une dévotion spirituelle qui est faisable sans trop de moyen. Comme pour les yogis, cette méditation se veut libératrice de l'attachement, et cela afin d'atteindre la vérité ultime. Elle est compréhensible sous les mots de prière ou méditation, les deux méthodes amenant à une certaine vacuité mentale abolissant l'ego.
Simran peut aussi être pratiqué en récitant une mantra dans son esprit.
Simran est un acte individuel. Il est conseillé de réciter une mantra comme Naam ou celle donnée par un gourou, le matin tôt ou le soir. Guru Nanak dans le Sri Guru Granth Sahib explique: 

« Si l'esprit est souillé par les impuretés, il est nettoyé avec amour en récitant le nom du Seigneur (Naam). Vertus et impuretés ne sont pas de simples mots ; nous portons l'influence de ce que nous avons fait dans la journée. Comme vous avez semé, vous moissonnerez, et conformément à l'ordre divin (hukam) vous serez changé. »

— Page 4 du Guru Granth Sahib .

« Celui qui est ancré dans le Naam est libéré de l'ego cupide (haumai), est près de l'Unique, médite sur le chemin du vrai yoga, trouve la porte du salut, acquiert la compréhension des trois mondes et atteint la paix éternelle. »

— Page 941 du Guru Granth Sahib .

## Source
- (en) Kirpal Singh, Simran What it means and its uses.

- (en) Cet article est partiellement ou en totalité issu de l’article de Wikipédia en anglais intitulé « Simran » (voir la liste des auteurs).